# Полякова, Людмила Ивановна
Людми́ла Ива́новна Поляко́ва (9 марта 1948, Соборное, Измаильская область — 13 ноября 2012, Москва) — учёный-филолог, литературовед, кандидат филологических наук. Специалист по истории древнерусской литературы, литературы XVIII—XIX веков.

## Биография
Людмила Ивановна Полякова родилась 9 марта 1948 года в посёлке Березино Тарутинского района Одесской области (Украина). В 1970 году окончила Дрогобычский государственный педагогический институт имени Ивана Франко. 15 июня 1979 года защитила кандидатскую диссертацию по теме «Повести И. С. Тургенева 70-х годов. Принципы создания характеров и жанрово-стилевые особенности» (специальность 10.01.01. — русская литература). В 1970—1971 годах — учитель русского языка и литературы в школах Дрогобыча и Дрогобычского района. С 1971 года — ассистент кафедры русской и зарубежной литературы Дрогобычского педагогического института. По окончании в 1978 году аспирантуры при Институте литературы им. Т. Г. Шевченко АН УССР — старший преподаватель кафедры русского языка для иностранных студентов Львовского медицинского института. С 1980 года — доцент кафедры русской литературы Львовского университета. Под её руководством защищены две кандидатские диссертации.
Сфера научных интересов: изучение русской литературы XVIII—XIX веков в историко-литературном, структурно-семантическом и интертекстуальном аспектах, психология процессов художественного творчества. Автор более 50 научных и научно-методических публикаций по истории русской и украинской литератур, монографии «Повести И. С. Тургенева 1870-х годов» (1983).
Умерла 13 ноября 2012 года в Москве на 65-м году жизни. Похоронена на Кунцевском кладбище в Москве (Россия).

## Список научных работ
- Функции эпитета в повести И. Тургенева «Вешние воды»// Вопросы русской литературы. — 1978. — № 2. — Вып. 2 (32). — С. 79—85.
- Повести И. С. Тургенева 70-х годов. Принципі создания харктеров и жанрово-стилевіе особенности: Автореферат дисс. … канд. філол. наук. — Киев, 1979. — 24 с.
- Повести И. С. Тургенева 70-х годов. — Киев: Наукова думка, 1983. — 192 с.
- 3. А. Орішин та його внесок у розвиток філологічної науки // Українська філологія: досягнення, перспективи: До 145-річчя заснування кафедри української філології у Львівському університеті. — Львів, 1984. — С. 213—218.
- Тургеневские мотивы в ранних повестях А. Чехова // Сучасна філологічна наука в національному відродженні. Матеріали звітної наукової конференції викладачів, аспірантів, студентів, присвяченої пам’яті проф. Г. Комаринця. 5 травня 1982. — Львів, 1984.
- Музыкальные образы в творчестве И. С. Тургенева и О.Кобылянской // Радянське літературознавство. — 1985. — № 11. — С. 30—36.
- И. Франко и И. Тургенев // Іван Франко і світова культура. Кн. 2. — Львів, 1986. — С. 324—326.
- Методические указания и планы практических занятий по истории русской литературы XVIII в. (для студентов филологического факультета). — Львов, 1986. — 21 с.
- О. Кобилянська та І. Тургенєв // Творчість Ольги Кобилянської у контексті української та світової літератури (до 125-річчя з дня народження письменниці. — Чернівці: ЧДУ, 1988. — С. 118—120.
- Із спостережень над специфікою пейзажу в прозі І. С. Нечуя-Левицького// Творча індивідуальність І. С. Нечуя-Левицького і літературний процес. — Черкаси, 1988. — С. 35—36.
- Стаття-відгук на публікацію М. Т. Яценко з проблем вузівської та шкільної методики викладаня літератури // Радянське літературознавство. — 1988. — № 7.
- Из наблюдений над художественными особенностями повести Т. Шевченко «Несчастный» // Матеріали XXVI Шевченківської конференції. — Київ, 1989. — С. 154—159.
- Автологическое слово в поэзии Пушкина // Теория и практика обучения славянским языкам. — Печ, 1994. — С. 465—473.
- Гоголь в восприятии Е. Маланюка // Гоголь и современность: К 185-летию со дня рождения. — Киев, 1994. — С. 145—149.
- Культурологические мотивы в повести И. Тургенева «Фауст» // Научные чтения, посвящённые 50-летию образования кафедры русского языка филологического факультета. — Львов, 1995. — С. 194—199.
- Гумилев и Блок: Два типа художественного сознания // Тези Міжнародної конференції «Творчість М. Гумільова в контексті культури срібного віку». — Дрогобич, 1996. — С. 72—74.
- «Рыцарь бедный» в романе Ф. Достоевского «Идиот» // Мова. Культура взаєморозуміння. Матеріали міжнародної конференції. — Львів, 1997. — С. 398—403.
- Методичні вказівки та плани занять з курсу «Вступ до літературознавства» (для студентів !-го курсу філологічного факультету зі спеціальності «російська мова та література»). — Львів, 1999. — 29 с.
- «Живое о живом» Марины Цветаевой // Творчість М. Цветаєвої в контексті культури срібного віку. — Дрогобич, 1998. — Т. II. — С. 221—225.
- О художественной структуре неоконченного романа Н. Карамзина // Матеріали міжнародної конференції, присвяченої пам’яті профессора К. Трофимовича. — Львів, 1998. — С. 221—226.
- Образы движения и пространства в поэзии А. Мицкевича // Адам Міцкевич і Україна: Матеріали міжнародної конференції, присвяченої 200-річчю від дня народження видатного польського поета. — Дрогобич, 1998. — С. 35—40.
- Образ В. Маркевича в литературном и эпистолярном творчестве И. Тургенева // Материалы шестой международной междисциплинарной конференции по иудаике. — М., 1999. — С. 127—131.
- Проблема екзистенсу в новелі О.Кобилянської «Під голим небом» // Науковий вісник Чернівецького університету. — Вип. 58/59. — 1999. — С. 58—59.
- А. Блок в художественном наследии З. Гиппиус // Творчість З. Гіппіус в контексті культури срібного віку. — Дрогобич, 1999. — С. 112—120.
- «Qwadra e passa»: вираз Данте у вірші І. Франка // Українська філологія: школи, постаті, проблеми. — Львів, 1999. — С. 347—352.
- Своеобразие авторской фразеологии романа М. Булгакова «Мастер и Маргарита» и её использование на страницах современной прессы // Национально-культурный компонент в тексте и языке: Материалы II Международной научной конференции. — Ч. II. — Минск, 1999. — С. 3—9.
- Конкурсні тестові завдання з російської мови та літератури. — Львів, 1999.
- Робочі програми спецкурсів та спецсемінарів (для студентів 2—5 курсів філологічного факультету, спеціальність «російська мова та література»). — Львів, 1999. — С. 45—49, 58—61.
- Несколько версий одного сюжета // Вісник Львівського університету. — Серія філологічна. — Випуск 28. — Львів, 2000. — C. 366—370.
- Образ В. Маркевича в литературном и эпистолярном творчестве И. Тургенева // Материалы шестой международной междисциплинарной конференции по иудаике. — М., 2000. — С. 126—132.
- Методичні вказівки та плани практичних занять з курсу «Історія російської літератури» (для студентів 2 курсу філологічного факультету, спеціальність «російська мова та література»). — Львів, 2001. — 24 с.
- К интерпретации стихотворения О. Мандельштама «Соломинка»// Збірник на пошану проф. Марка Гольберга. — Дрогобич, 2002. — С. 196—202.
- «И жизнь, и слёзы, и любовь…» (сравнительный анализ стихотворений «К Софии» А. Дельвига и «К ***» А. С. Пушкина) // Видатні вчені Львівського університету XX століття. Євген Володимирович Кротевич. — Львів, 2002. — С. 473—485.
- В. Набоков — истолкователь Н. Гоголя // Stydia methodologia. — Тернопіль, 2002. — № 5. — С. 13—18.
- Жизнь писателя как текст // Питання літературознавства. — Чернівці, 2003. — Вип. 9 (66). — С. 201—203.
- Из наблюдений над поэтикой очерка В. И. Даля «Денщик» //Володимир Даль і сучасна філологія: Науковий збірник. — Львів: Вид-во ЛНУ імені Івана Франка, 2003. — С. 77—87.
- Семантика сна в повести А. С. Пушкина «Пиковая дама» // На обширах культури і духовності. Зб. на пошану проф. Людмили Краснової (Козловської). — Дрогобич: КОЛО, 2004. — С. 356—367.